# Мартинш, Жиан
Жиан душ Сантуш Мартинш (порт.-браз. Gian dos Santos Martins; 2 апреля 1993, Порту-Алегри, Бразилия) — бразильский футболист, полузащитник израильского клуба «Ирони».

## Карьера
Футбольную карьеру начал в 2013 году в составе клуба «Санжоаненсе». В 2015 году перешел в португальский клуб «Униан Мадейра».
В 2017 году подписал контракт с португальским клубом «Пасуш де Феррейра».
В начале 2019 года подписал контракт с казахстанским клубом «Тараз».

## Клубная статистика
| Игровая карьера | Игровая карьера | Игровая карьера | Лига | Лига | Кубок | Кубок | Межд. | Межд. | Др. | Др. |
| --------------- | --------------- | --------------- | ---- | ---- | ----- | ----- | ----- | ----- | --- | --- |
| 2019            | Тараз           | А               | 31   | 0    | —     | —     | —     | —     | —   | —   |
| 2020            | Окжетпес        | A               | 19   | 1    | —     | —     | —     | —     | —   | —   |
| 2021            | Атырау          | А               | 24   | 2    | 5     | 2     | —     | —     | —   | —   |
| 2022            | Кызыл-Жар       | A               | 23   | 3    | 3     | 0     | 3     | 0     | —   | —   |